# Edward Idris Cassidy
Edward Idris Cassidy (Sydney, 5 luglio 1924 – Newcastle, 10 aprile 2021) è stato un cardinale e arcivescovo cattolico australiano.

## Biografia
Edward Idris Cassidy nacque il 5 luglio 1924 a Sydney, Stato federato del Nuovo Galles del Sud ed arcidiocesi di Sydney, nella parte meridionale dell'allora Federazione dell'Australia (oggi Commonwealth dell'Australia).

### Formazione e ministero sacerdotale
I suoi genitori non erano cattolici e divorziarono quando aveva solo un anno e venne affidato ai nonni paterni. Quando era studente alla Parramatta High School, un prete della parrocchia di San Felice scoraggiò Cassidy dal diventare prete perché non aveva terminato la scuola secondaria, non aveva studiato in scuole cattoliche e il suo background familiare era considerato "inadatto". Nel 1939, a causa di difficoltà finanziarie dopo la morte del nonno, lasciò la scuola per sostenere la nonna e trovò lavoro presso il Dipartimento dei trasporti stradali del Nuovo Galles del Sud come impiegato junior.
Nel 1942 presentò la sua richiesta di entrare in seminario direttamente all'arcivescovo di Sydney Norman Thomas Gilroy, che accettò le sue argomentazioni. Nel febbraio del 1943 entrò nel seminario locale, il St Columba's Catholic College di Springwood.
Ricevette l'ordinazione sacerdotale il 23 luglio 1949, nella cattedrale di Santa Maria a Sydney, per imposizione delle mani del cardinale Norman Thomas Gilroy, arcivescovo metropolita di Sydney; si incardinò, poco dopo aver compiuto venticinque anni, come presbitero della diocesi di Wagga Wagga, nella quale si offrì di trasferirsi. Tra i suoi compagni di ordinazione vi era il futuro cardinale Edward Bede Clancy.
Nel gennaio del 1950 fu assegnato alla piccola parrocchia di Yenda. Nel 1952 il vescovo Francis Patrick Carroll gli chiese se gli sarebbe piaciuto andare a Roma per studiare diritto canonico. Accettò e partì il 1º settembre 1952. Prese residenza presso il Collegio Sant'Apollinare, vicino a Piazza Navona. Completò la sua formazione studiando alla Pontificia Università Lateranense, dove ottenne un dottorato in diritto canonico nel luglio del 1955 con una dissertazione sulla storia e la natura giuridica delle delegazioni apostoliche, e alla Pontificia accademia ecclesiastica dall'ottobre del 1953, dove ottenne un diploma in studi diplomatici. Dopo aver terminato gli studi, nel luglio del 1955, entrò nel servizio diplomatico della Santa Sede.
Prestò servizio come addetto nell'internunziatura in India dall'agosto del 1955 all'ottobre del 1962 e uditore della nunziatura in Irlanda dall'ottobre 1962 al giugno del 1967. Nel giugno del 1967 sarebbe dovuto partire per Washington per assumere l'ufficio di consigliere della delegazione apostolica negli Stati Uniti d'America; tuttavia quasi contemporaneamente, il nunzio apostolico in Irlanda, l'arcivescovo Giuseppe Maria Sensi, fu trasferito alla nunziatura in Portogallo e monsignor Cassidy dovette rimanere a Dublino fino al novembre successivo quando venne nominato consigliere della nunziatura in El Salvador, dove rimase fino alla fine del 1969. Fu poi consigliere della nunziatura in Argentina dal Natale del 1969 fino alla sua promozione all'episcopato nel 1970.
Il 3 luglio 1956 venne insignito del titolo onorifico di cameriere segreto soprannumerario. Il 21 giugno 1963 venne confermato dal nuovo papa Paolo VI.

### Ministero episcopale
Il 27 ottobre 1970 papa Paolo VI lo nominò, quarantaseienne, pro-nunzio apostolico in Cina con sede a Taiwan, succedendo a Luigi Accogli, trasferito a capo della nunziatura apostolica in Ecuador il 29 settembre precedente; contestualmente gli venne assegnata la sede titolare di Amanzia con dignità di arcivescovo titolare, a titolo personale. Ricevette la consacrazione episcopale il 15 novembre seguente, presso la cappella del Pontificio Collegio Urbano "De Propaganda Fide", per imposizione delle mani del cardinale Jean-Marie Villot, Segretario di Stato di Sua Santità, assistito dai co-consacranti monsignori Giovanni Benelli, arcivescovo titolare di Tusuro e sostituto per gli Affari Generale della Segreteria di Stato nonché futuro cardinale, e Matthew Beovich, arcivescovo metropolita di Adelaide. Come suo motto episcopale il neo vescovo Cassidy ha scelto Fortitudo mea Dominus, che tradotto vuol dire "Il Signore è mia forza".
Il 31 gennaio 1973, con il breve Catholica Ecclesia, fu istituita la pro-nunziatura apostolica in Bangladesh; contestualmente divenne, quarantottenne, il primo rappresentate diplomatico della Santa Sede nel Paese asiatico, da poco indipendente dal Pakistan.
Il 25 marzo 1979 papa Giovanni Paolo II lo trasferì, cinquantaquattrenne, come pro-nunzio apostolico in Lesotho e delegato apostolico in Sudafrica; succedette al sessantaquattrenne Alfredo Poledrini, dimissionario per motivi di salute.
Il 6 novembre 1984 papa Giovanni Paolo II lo trasferì ancora, sessantenne, a capo della pro-nunziatura apostolica nei Paesi Bassi; succedette a Bruno Wüstenberg, deceduto a settantadue anni il 31 maggio precedente.
Il 23 marzo 1988 papa Giovanni Paolo II lo nominò, sessantatreenne, sostituto per gli affari generali della Segreteria di Stato; è succeduto ad Eduardo Martínez Somalo, cessato nell'incarico e poco dopo creato cardinale. Contestualmente ricevette anche l'incarico di Segretario della cifra, occupandosi di tenere la corrispondenza con i nunzi apostolici coadiuvato da più cifristi; l'ufficio non venne più menzionato nella costituzione apostolica Pastor Bonus, promulgata il 28 giugno dello stesso anno, per cui è stato soppresso.
Il 12 dicembre 1989 papa Giovanni Paolo II lo nominò, sessantacinquenne, presidente del Pontificio consiglio per la promozione dell'unità dei cristiani; succedette all'ottantenne cardinale Johannes Willebrands, dimissionario per raggiunti limiti d'età. Lo stesso giorno divenne anche il primo presidente della Commissione per i rapporti religiosi con l'ebraismo.
Il 29 maggio 1991, al termine dell'Udienza generale, papa Giovanni Paolo II annunciò la sua creazione a cardinale nel concistoro del 28 giugno seguente; quasi sessantasettenne, fu il secondo capo dicastero australiano in Curia romana a ricevere la porpora dopo James Robert Knox, mentre gli altri erano stati arcivescovi di Sydney. Durante la cerimonia gli furono conferiti la berretta e la diaconia di Santa Maria in Via Lata, vacante dal 28 novembre 1990, giorno della morte del cardinale polacco Władysław Rubin, prefetto emerito della Congregazione per le Chiese orientali.
Il 3 marzo 2001 papa Giovanni Paolo II accettò la sua rinuncia dalla direzione del Pontificio consiglio per la promozione dell'unità dei cristiani e dalla Commissione per i rapporti religiosi con l'ebraismo per raggiunti limiti d'età, ai sensi del can. 354 del Codice di diritto canonico, divenendone presidente emerito all'età di settantasei anni; in entrambi gli incarichi gli succedette il sessantottenne cardinale Walter Kasper, fino ad allora segretario dei medesimi dicasteri. In seguito si ritirò a Warabrook, Nuovo Galles del Sud, nella nativa Australia. Sostituì occasionalmente i preti locali e prestò servizio come cappellano della comunità di lingua italiana di Newcastle.
Il 26 febbraio 2002, durante un concistoro ordinario pubblico per alcune cause di canonizzazione, dopo averne fatto richiesta optò per l'ordine dei cardinali presbiteri mantenendo la diaconia di Santa Maria in Via Lata elevata a titolo presbiterale pro hac vice, avendo trascorso un decennio come cardinale diacono, ai sensi del can. 350 § 5-6 del Codice di diritto canonico.
Il 5 luglio 2004, al compimento dell'ottantesimo genetliaco, perse il diritto di entrare in conclave ed cessò di essere membro dei dicasteri della Curia romana, in conformità all'art. II § 1-2 del motu proprio Ingravescentem Aetatem, pubblicato da papa Paolo VI il 21 novembre 1970; per questo motivo non poté partecipare né al conclave del 2005, che si concluse con l'elezione al soglio pontificio del cardinale Joseph Raztinger con il nome di Benedetto XVI, né al conclave del 2013, che portò all'elezione del cardinale Jorge Mario Bergoglio con il nome di Francesco.
Morì a Newcastle il 10 aprile 2021 all'età di novantasei anni. In seguito ai solenni funerali concelebrati il 19 aprile dal nunzio apostolico Adolfo Tito Yllana e dall'arcivescovo di Sydney Anthony Colin Fisher, fu sepolto nella cripta della cattedrale di Santa Maria.

## Genealogia episcopale e successione apostolica
La genealogia episcopale è:
- Cardinale Scipione Rebiba
- Cardinale Giulio Antonio Santorio
- Cardinale Girolamo Bernerio, O.P.
- Arcivescovo Galeazzo Sanvitale
- Cardinale Ludovico Ludovisi
- Cardinale Luigi Caetani
- Cardinale Ulderico Carpegna
- Cardinale Paluzzo Paluzzi Altieri degli Albertoni
- Papa Benedetto XIII
- Papa Benedetto XIV
- Papa Clemente XIII
- Cardinale Giovanni Francesco Albani
- Cardinale Carlo Rezzonico
- Cardinale Antonio Dugnani
- Arcivescovo Jean-Charles de Coucy
- Cardinale Gustave-Maximilien-Juste de Croÿ-Solre
- Vescovo Charles-Auguste-Marie-Joseph Forbin-Janson
- Cardinale François-Auguste-Ferdinand Donnet
- Vescovo Charles-Emile Freppel
- Cardinale Louis-Henri-Joseph Luçon
- Cardinale Charles-Henri-Joseph Binet
- Cardinale Maurice Feltin
- Cardinale Jean-Marie Villot
- Cardinale Edward Idris Cassidy

La successione apostolica è:
- Arcivescovo Alphonse U Than Aung (1975)
- Vescovo Joseph Devellerez Thaung Shwe (1976)
- Vescovo Georg Müller, SS.CC. (1997)
- Arcivescovo Thomas Yeh Sheng-nan (1998)
- Vescovo Józef Wróbel, S.C.I. (2001)